# ویژن تراپی
ویژن تراپی یا همان درمان بینایی در اصل بهبود مهارتهای حرکتی چشم و کنترل و هماهنگی دوچشمی می‌باشد؛ که در مراحل مختلف و تحت نظر اپتومتریست یا اورتوپتیست انجام می‌شود.
جهت انجام تمرینات ویژن تراپی ابتدا تستهای مخصوص وجامع جهت مشخص کردن شرایط بیمار انجام می‌شود و سپس با توجه به ساین‌ها و سمپتوم‌های بیمار برنامه مخصوص با استفاده از وسایل خاص درمانی گذاشته می‌شود. وسایل خاص شامل انواع لنزها، پریزم‌ها و فیلترها، اکلودرها، و برنامه‌های کامپیوتری و… می‌باشد. انجام تمرینات گاه هفته‌ها و گاه سالها ممکن است به طول انجامد.

## دامنه
ویژن تراپی شامل طیف گسترده‌ای از روش‌های غیرجراحی است. که به چند دسته کلی تقسیم می‌شود:
اورتوپتیکس در زمینه ارزیابی هماهنگی دید دوچشمی و حرکات چشم است. این تمرینات بیشتر توسط اپتومتریست‌ها و اورتوپتیست‌ها جهت درمان برخی انواع سردردها، دوبینی، استنوپی و مشکلات هنگام مطالعه انجام می‌شود.
- ویژن تراپی رفتاری یا ویژن تراپی جامع

### اورتوپتیک
اورتوپتیک با هدف درمان دید دو چشمی و اختلالاتی مانند استرابیسمو دوبینیاست. کلید عوامل دخیل عبارتند از: کنترل حرکات چشم،کنترل همزمان فوکوس در دور،کنترل همزمان فوکوس در نزدیکی، حفظ الاینمنت در دور و همزمان حفظ الاینمنت در نزدیکی، دید مرکزی (Visual Acuity) و عمق آگاهی است.
برخی از این تمرینات که استفاده می‌شوند عبارتند از:
- NPC به روش PPU
- پریزم بیس اوت برای تمرینات فیوژنال ورجنس.[۷]
- تجویز لنز محدب
- تجویزعدسی مقعر
- تمرینات آنتی ساپرشن
- جهت درمان کانورجنس اینسافیشنسی
- اگزوتروپیای گاهگاهی

### درمان بینایی رفتاری
در ویژن تراپی رفتاری هدف درمان مشکلاتی مثل عدم توجه بینایی و تمرکز است. که این مشکل باعث عدم پردازش کامل اطلاعات بینایی می‌شود، در اصل یک ناتوانی حفظ تمر کز و تغییر تمرکز از یک منطقه به منطقه دیگر. برخی ادعا می‌کنند که ضعف ردیابی چشم در این مشکل تأثیر می‌گذارد، آموزش مهارت‌های خواندن و بهبود مهارتهای ردیابی می‌تواند به بهبود مطالعه کمک کند.